# Alpha Dog (zespół muzyczny)
Alpha Dog – polska grupa wykonująca szeroko pojętą muzykę rockową. Powstała w 2012 roku jako duet z inicjatywy gitarzysty Sergiusza Paszkiewicza i Grzegorza Kapuścińskiego. Duet własnym sumptem wydał akustyczną EP. Pełny skład kapeli uformował się na przełomie 2014/15 roku kiedy do zespołu dołączył Piotr „Delta” Targański – wokal, Antoni Cepel – perkusja i Adrian Kasprzak – gitara basowa. Zespół w ekspresowym tempie wydał swój pierwszy album Long Way Home. Płyta prawie w całości w języku angielskim, dopełnia jest gościnny udziałem Tomasza „Lipy” Lipnickiego – legendy polskiej muzyki rockowej utworze „Raj”.
Debiutancki album formacji zatytułowany Long Way Home ukazał się 19 marca 2016. Krążek promuje singiel „Say it loud”, do którego nakręcono wideoklip.

## Dyskografia

### Albumy studyjne
| Long Way Home               | - Data: 19 marca 2016 - Wydawca: wydanie własne | – |
| „–” album nie był notowany. |                                                 |   |

## Teledyski
| Tytuł         | Rok  | Reżyseria    | Album         | Źródło |
| ------------- | ---- | ------------ | ------------- | ------ |
| „Say it loud” | 2016 | Antoni Cepel | Long Way Home | [ 1 ]  |

## Nagrody i wyróżnienia
| Rok  | Kategoria        | Nagroda                  | Uwagi      | Źródło |
| ---- | ---------------- | ------------------------ | ---------- | ------ |
| 2016 | Najlepszy zespół | Around The Rock Festival | 3. miejsce | [ 2 ]  |
| 2016 | Najlepszy zespół | Gramy nad Prosną         | 3. miejsce | [ 2 ]  |